# Tracker (локальный поисковик)
Tracker — локальный поисковик для Linux и других UNIX-подобных систем. Частично интегрирован в рабочий стол GNOME; в частности, в файловый менеджер Nautilus встроена поддержка поиска через Tracker. Tracker написан на языке C и изначально позиционировался как более быстрая и менее ресурсоёмкая альтернатива существующим локальным поисковикам. Тест производительности локальных поисковиков для Linux в январе 2007 показал, что по сравнению со своими конкурентами Tracker использует значительно меньше памяти, но при этом значительно медленнее индексирует файлы.